# حميد برور
حميد برور (بالفارسية: حمید پرور) هو لاعب كرة قدم إيراني في مركز الدفاع، ولد في 12 سبتمبر 1989 في إيران. لعب مع نادي ذوب آهن أصفهان.

## وصلات خارجية
- حميد برور على موقع قاعدة بيانات كرة القدم.إي يو (الإنجليزية)
- حميد برور على موقع Soccerway.com (الإنجليزية)